# Esporão (geologia)

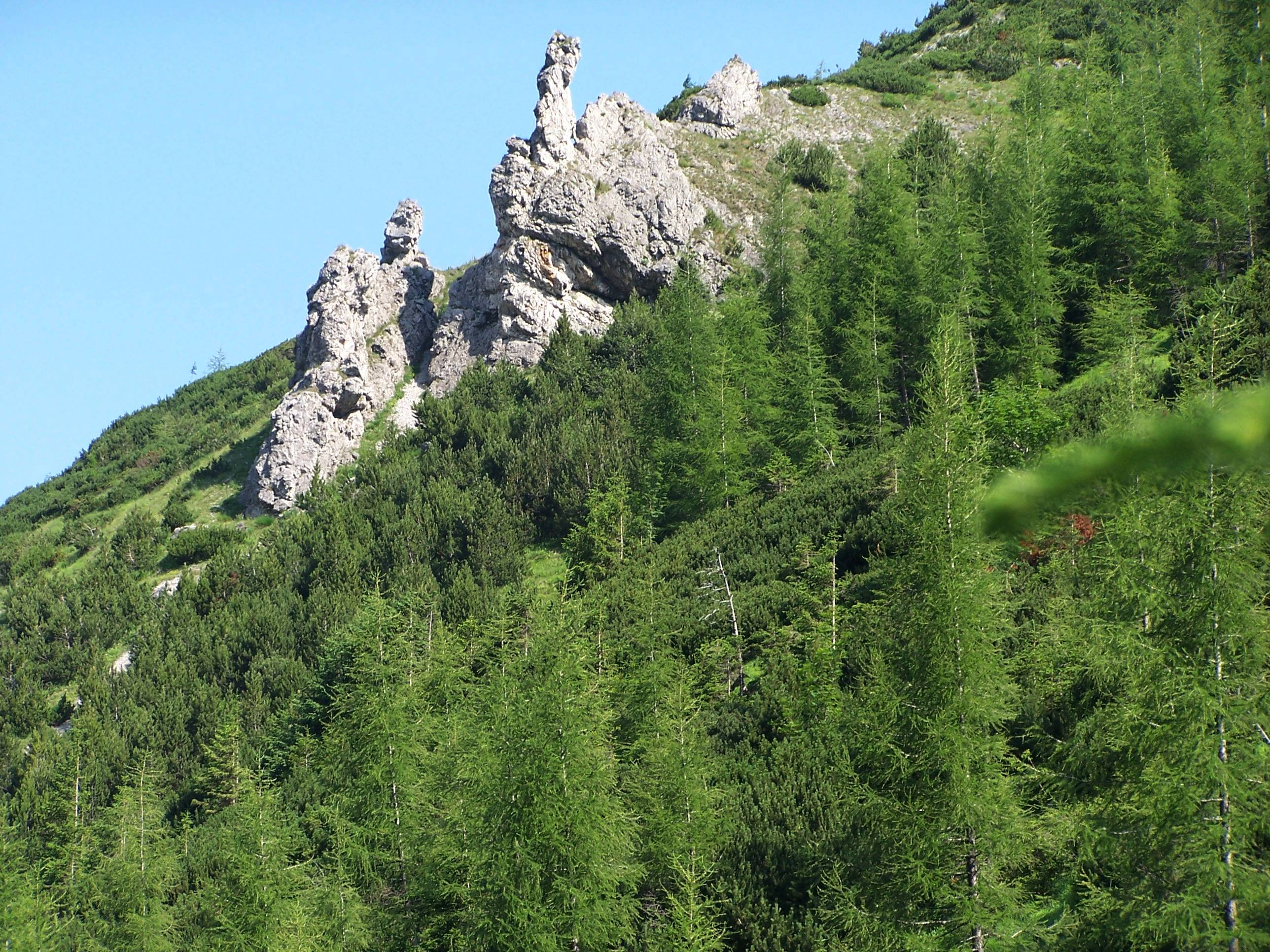
Um esporão nos montes Tatra.

Esporão é em geologia uma pequena elevação topográfica alongada que se projeta em ângulo forte, como um contraforte, da cadeia da montanha principal.